# 日本国と中華民国との間の平和条約
日本国と中華民国との間の平和条約（にほんこくとちゅうかみんこくとのあいだのへいわじょうやく、昭和27年条約第10号、中: 中華民國與日本國間和平條約）は、日本国政府と中華民国政府との間で、両国間における第二次世界大戦（日中戦争）の戦争状態を終了させるために締結された条約である。
一般に日華条約、日華平和条約として知られている。1952年8月5日に発効。
1972年9月29日の日中共同声明の合意により、日本と中華人民共和国は国交を樹立し、日本は中華人民共和国を中国の唯一の合法政府と承認したため、「終了したものと認められる」。

## 調印

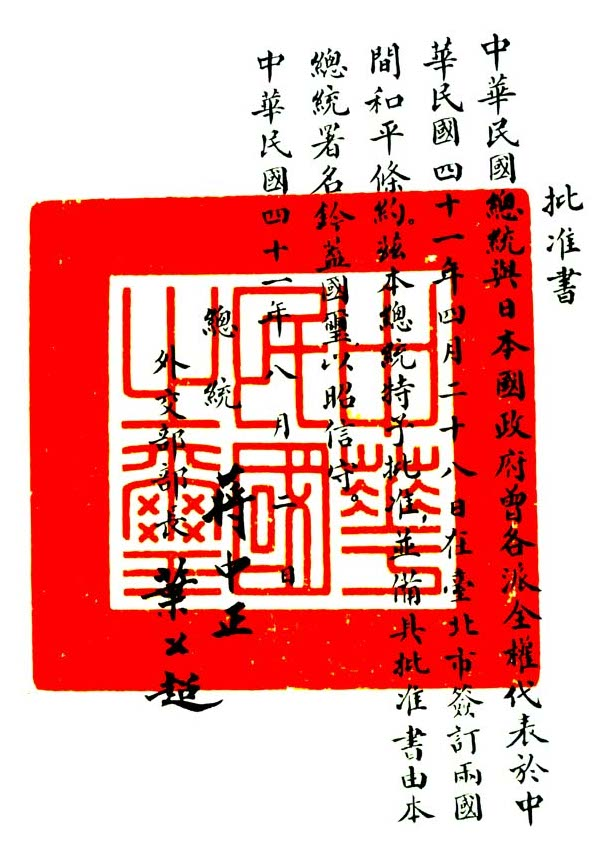
1952年8月2日付けの日華平和条約批准書

### 調印
1952年4月28日に台湾省台北市の迎賓館・台北賓館で調印された。サンフランシスコ平和条約発効の7時間30分前であった。
条約の適用範囲は、現に中華民国が支配する領域と限定されている。

### 中華民国の支配領域
中華民国の支配領域は条約の発効から失効までの間大きく変化している。
1952年8月5日の発効時の支配領域は、台湾島・澎湖諸島の台湾省、大陳列島・南鹿山列島・四礵列島・馬祖島・金門島など浙江省と福建省の沿岸の島嶼、それに東沙諸島、太平島であった。
その後、浙江省、福建省の沿岸の島嶼は馬祖島、金門島を除いて1955年までに中華人民共和国が占領し、1972年の条約失効時は現在の中華民国の実効支配域（いわゆる台湾地区）、すなわち台湾・澎湖諸島・金門島・馬祖島・東沙諸島・太平島に縮小している。

### 国民政府との国交回復
第一次世界大戦では連合国側として同陣営で戦勝国となった日本と中華民国であったが、日中戦争（日華事変、八年抗戦）の際に汪兆銘政権を中国の代表政権としたために蔣介石率いる国民政府との間で国際法上の国交が停止されたままであった。そのため、サンフランシスコ講和条約発効に先立って国交回復条約が締結された。
この条約は、国共内戦を経て1949年に毛沢東が北京での建国を宣言した中華人民共和国について、「中国大陸は反乱軍八路軍・新四軍と中国共産党によって不法に占領されている状態」と国連および日華両国が規定し、1972年の「日中国交樹立」までの期間において、「中華民国政府を中国を代表する政府と日本側が正式認定する」内容であり、この条文はその後も1971年の第26回国際連合総会2758号決議（アルバニア決議）に至るまで、有効な国際条約として国際社会に認知されていた条約である。

## 全権
- 日本国側：河田烈
- 中華民国側：葉公超

## 要旨

### 条文
- 戦争状態の終了（第1条）
- 台湾及び澎湖諸島ならびに新南群島及び西沙群島における日本のすべての権利、権原及び請求権の放棄（第2条）
- 通商協定や漁業協定の締結に努めること（第7条、第8条、第9条）
- 台湾及び澎湖諸島の住民・旧住民とその子孫ならびに法人の帰属について（第10条）

### 条約議定書
中華民国は日本国民に対する寛厚と善意の表徴として、日本国が提供すべき役務の利益（賠償）を自発的に放棄する。

## 経緯

### 締結
中華民国は日本との平和条約締結のための「サンフランシスコ講和会議」に招請されなかったが、条約を原則として締結された。
一説によれば、第10条は外交官出身であった当時の日本国首相・吉田茂がアメリカ政府の勧めで国民政府と国交を締結することになったものの、国民政府が共産党政府（中華人民共和国）を倒して中国本土を奪還する可能性は低いと考えて、将来の日本政府が共産党政府との国交樹立を行った場合に、国民政府から国際法違反との非難を受けることを避けるために付け加えたのだといわれている（国民政府が中国本土を奪還できなければ、中国本土は「国民政府の支配下に入る領域」には該当しないと解釈することも可能であった）。

### 判例
なお、最高裁の判例では本条約第2条により日本が台湾本島および澎湖諸島に対する権利を放棄したことにより、台湾人は本条約の発効日に日本国籍を喪失した（中華民国籍になった）とされている（最大判昭和37年12月5日刑集16巻12号1661頁）。

### 日中共同声明
1972年9月29日、日本は共産党政府との間に日本国政府と中華人民共和国政府の共同声明（通称「日中共同声明」）で共産党政府側の「一つの中国」論を尊重したうえで、中華人民共和国を国家として承認し、日本が中華人民共和国と国交を樹立し、その後大平正芳外相は「日華条約は事実上失効」と表明。これを受け中華民国政府は対日国交断絶を宣言した。

### 民間団体
その後は、日本国と中華民国の実務関係を処理するため公的民間団体と言う形で「日本台湾交流協会」と「台湾日本関係協会」(2017年に双方ともに現在の名称へと変更。設立当初の名称はそれぞれ｢交流協会｣｢亜東関係協会｣)をそれぞれ設け、両政府に代わり外交・領事業務を行っている。

### 台北賓館
2009年4月28日、日華平和条約調印時の様子を再現した展示が調印場所の台北賓館で完成。調印当時の日本側代表河田烈元蔵相、中華民国側代表葉公超外交部長（外相）ら列席者5人の銅像や史料が陳列されている。